# Gabrielle d'Autriche-Teschen
Gabrielle d'Autriche-Teschen, née à Presbourg en Autriche-Hongrie — aujourd'hui Bratislava en Slovaquie — le 14 septembre 1887, et morte à Budapest, Hongrie, le 15 novembre 1954, est une archiduchesse d'Autriche de la branche des ducs de Teschen.

## Biographie

### Famille

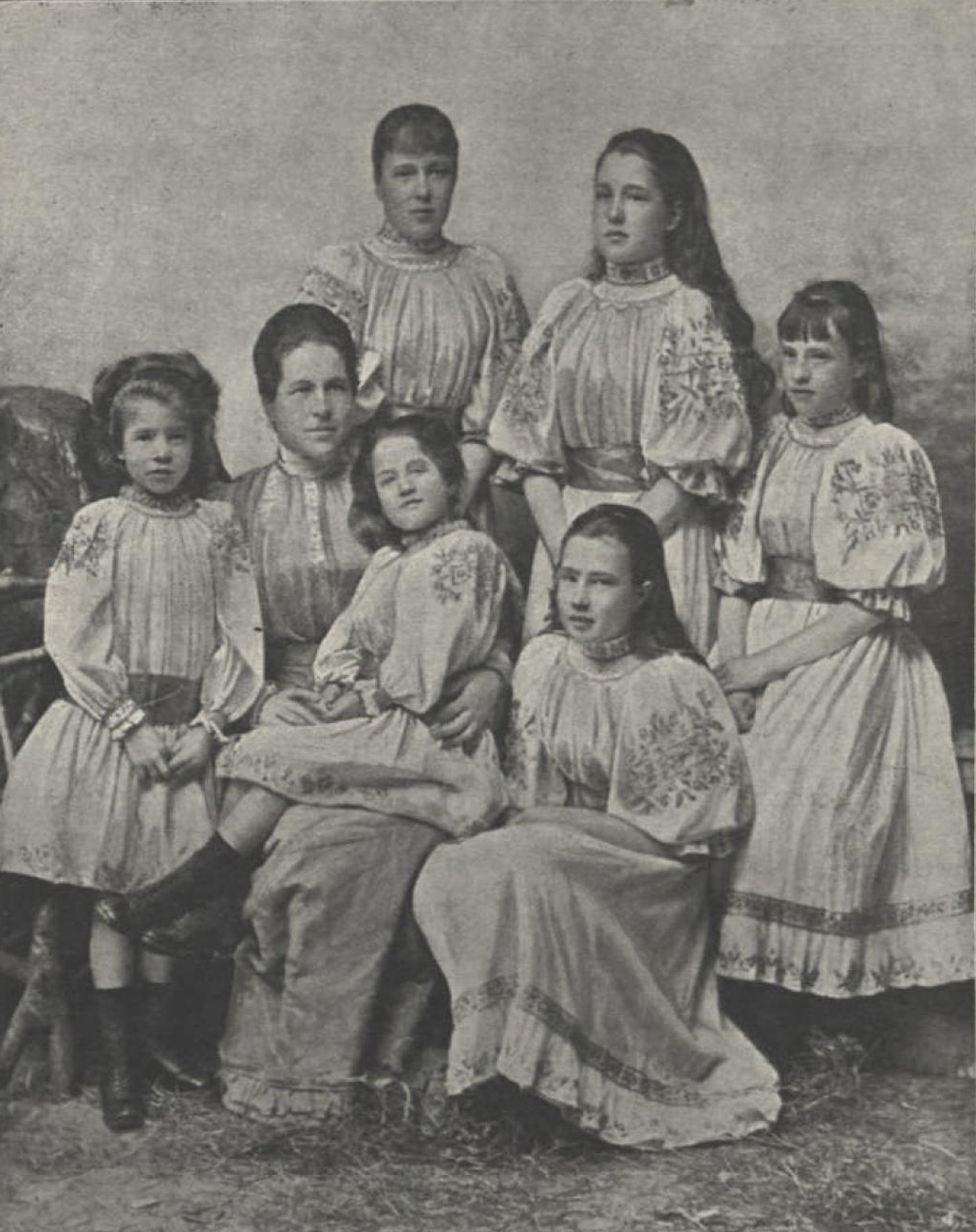
Gabrielle d'Autriche-Teschen (debout à droite) avec sa mère et ses sœurs en 1898.

Sixième fille et sixième des neuf enfants de l'archiduc Frédéric de Teschen (1856-1936) et de son épouse la princesse Isabelle de Croÿ (1856-1931), Gabrielle d'Autriche-Teschen naît à Bratislava, ou Preßburg en allemand le 14 septembre 1887,. 
Jusqu'en 1905, ses parents, qui eurent huit filles avant la naissance d'un fils unique (Albert) vivaient principalement au  palais Grassalkovich à  Preßburg, passant la majeure partie de l'été dans l'un de leurs nombreux domaines.

### Mort
Célibataire, Gabrielle d'Autriche-Teschen meurt le 15 novembre 1954, à l'âge de 67 ans à Budapest, où elle est inhumée dans le cimetière de la ville,.

## Honneur
Marie Alice d'Autriche-Teschen est :
- Dame noble de l'ordre de la Croix étoilée, Autriche-Hongrie ;